# Kike
Enrique García Martínez (Motilla del Palancar, 25 november 1989) – alias Kike – is een Spaans voetballer die doorgaans als aanvaller speelt. Hij verruilde Osasuna in augustus 2023 voor Deportivo Alavés.

## Clubcarrière
Kike speelde in de jeugd bij CD Quintanar del Rey en Real Murcia. Op 30 mei 2009 maakte hij zijn opwachting in de Segunda División tegen Celta de Vigo. Op 13 juni 2009 maakte de Spanjaard zijn eerste treffer tegen UD Salamanca. Tijdens het seizoen 2013/14 maakte hij 23 doelpunten in 42 competitiewedstrijden, wat hem een transfer naar Middlesbrough opleverde. De Engelse club betaalde 3,5 miljoen euro voor de centrumaanvaller. Op 9 augustus 2014 debuteerde hij in de Football League Championship tegen Birmingham City. Hij maakte het tweede doelpunt van de wedstrijd. In zijn debuutjaar maakte hij negen doelpunten in 42 wedstrijden in de reguliere competitie.
In 2016 keerde hij terug naar Spanje, waar hij vijf jaar voor Eibar speelde. In 2021 maakte hij de overstap naar Osasuna. Anno 2024 staat hij onder contract bij Deportivo Alavés.

## Interlandcarrière
Kike maakte in 2009 drie doelpunten in zeven interlands voor Spanje 20.